# Anapistula boneti
Anapistula boneti är en spindelart som beskrevs av Forster 1958. Anapistula boneti ingår i släktet Anapistula och familjen Symphytognathidae. Inga underarter finns listade i Catalogue of Life.